# Jump Around
Jump Around (englisch für Spring herum) ist ein Lied der US-amerikanischen Rapgruppe House of Pain. Der Song ist die erste Singleauskopplung ihres Debütalbums House of Pain (Fine Malt Lyrics) und wurde am 5. Mai 1992 veröffentlicht.

## Inhalt
Jump Around ist ein Clubsong, der die Hörer zum Tanzen und Herumspringen animiert. House-of-Pain-Mitglied Everlast rappt aus der Perspektive des lyrischen Ichs und fordert die Zuhörer direkt auf, sich zu bewegen. Weitere Themen sind seine Überlegenheit gegenüber anderen und Gewalt gegen fiktive Gegner, wobei er einige Vergleiche und Hyperbeln nutzt.

“I came to get down, I came to get down
So get out your seat and jump around
Jump around (Jump around)”

## Produktion
Der Song wurde von dem Musikproduzenten DJ Muggs, Mitglied der Hip-Hop-Gruppe Cypress Hill, produziert. Er fungierte neben House-of-Pain-Mitglied Everlast auch als Autor. Charakteristisch sind die pfeifenden Dudelsacktöne.

## Musikvideo
Bei dem zu Jump Around in New York City am Saint Patrick’s Day 1992 gedrehten Musikvideo führte David Perez Shadi Regie. Es verzeichnet auf YouTube über 130 Millionen Aufrufe (Stand: August 2025). Das Video ist teilweise schwarz-weiß gehalten und beginnt vor einer Kirche, wo ein Sarg zu Grabe getragen wird. Die Szenerie wechselt zur Saint-Patrick’s-Day-Parade, auf der Menschen mit Dudelsäcken durch die Stadt laufen. Parallel dazu feiern House of Pain in einer Bar, wo Everlast den Song in einer Menschenmenge rappt, während diese herumspringt und tanzt. Auf der Parade werden auch Schlägereien zwischen Polizisten und Teilnehmern gezeigt. Am Ende wird eine Widmung eingeblendet zum Andenken an Matt Champy, einen Freund der Band, der 1992 starb.

## Single

### Covergestaltung
Das Singlecover zeigt das Logo von House of Pain – ein dreiblättriges Kleeblatt in Schwarz auf gelbem Hintergrund vor den Farben der irischen Nationalflagge. Darüber befindet sich der gelbe Schriftzug House of Pain und darunter der grüne Schriftzug Fine Malt Lyrics. Der Hintergrund ist weiß gehalten. Im unteren Teil des Covers stehen die schwarzen Schriftzüge Jump Around sowie & House of Pain Anthem.

### Titelliste
1. Jump Around (Original Mix) – 3:30
2. House of Pain Anthem (Master Mix) – 2:35
3. Jump Around (Master Mix) – 3:37
4. House of Pain Anthem (Original Mix) – 2:42
5. Jump Around (Pete Rock Remix) – 3:56

### Chartplatzierungen
Jump Around erreichte Platz drei in den US-amerikanischen Singlecharts und konnte sich 30 Wochen in den Top 100 platzieren. Im Vereinigten Königreich belegte der Song Rang acht und war 44 Wochen in den Charts vertreten. Weitere Chartplatzierungen gelangen unter anderem in den Niederlanden, Australien, Schweden und Neuseeland. Dagegen verpasste es in Deutschland die Top 100.
| ChartsChartplatzierungen       | Höchstplatzierung | Wochen |
| ------------------------------ | ----------------- | ------ |
| Vereinigtes Königreich (OCC)   | 8 (44 Wo.)        | 44     |
| Vereinigte Staaten (Billboard) | 3 (30 Wo.)        | 30     |

| ChartsJahrescharts (1992)      | Platzierung |
| ------------------------------ | ----------- |
| Vereinigte Staaten (Billboard) | 24          |

### Auszeichnungen für Musikverkäufe
Jump Around erhielt noch im Erscheinungsjahr für mehr als eine Million Verkäufe in den Vereinigten Staaten eine Platin-Schallplatte. Im Vereinigten Königreich wurde es 2024 für über 1,2 Millionen verkaufte Einheiten mit Doppel-Platin ausgezeichnet und 2023 erhielt es in Deutschland für mehr als 250.000 Verkäufe eine Goldene Schallplatte. Mit weltweit über 2,5 Millionen zertifizierten Verkäufen ist es das kommerziell erfolgreichste und bekannteste Lied von House of Pain.

| Land/Region                  | Auszeichnungen für Musikverkäufe (Land/Region, Auszeichnung, Verkäufe) | Verkäufe  |
| ---------------------------- | ---------------------------------------------------------------------- | --------- |
| Australien (ARIA)            | Gold                                                                   | 35.000    |
| Dänemark (IFPI)              | Gold                                                                   | 45.000    |
| Deutschland (BVMI)           | Gold                                                                   | 250.000   |
| Neuseeland (RMNZ)            | 3× Platin                                                              | 90.000    |
| Vereinigte Staaten (RIAA)    | Platin                                                                 | 1.000.000 |
| Vereinigtes Königreich (BPI) | 2× Platin                                                              | 1.200.000 |
| Insgesamt                    | 3× Gold · 6× Platin ·                                                  | 2.620.000 |

Bei den Grammy Awards 1993 wurde Jump Around in der Kategorie Best Rap Performance by a Duo or Group nominiert, unterlag jedoch Tennessee von Arrested Development.